# Olaf de la Barreda
Antonio Olaf de la Barreda (n. Ciudad de México; 1946 - f. San Diego, California; 24 de febrero de 2009) fue un músico mexicano que participó en discos y sesiones de grupos como Los Sparks, Los Sinners, Los Locos del Ritmo, Hangar Ambulante, The Ventures y Canned Heat.
Pionero del rock and roll en México, inició junto a Adolfo de la Parra y su hermano Emilio el grupo Los Sparks a fines de los años cincuenta. De 1970 a 1974 tocó el bajo eléctrico en Canned Heat. De 1974 a 1984 fue director artístico en la disquera CBS y en RCA Víctor.